# Parafia św. Marcina w Ochabach
Parafia św. Marcina w Ochabach – parafia rzymskokatolicka znajdująca się w Ochabach Małych. Należy do dekanatu Strumień diecezji bielsko-żywieckiej. W 2005 zamieszkiwało ją ponad 1300 katolików.

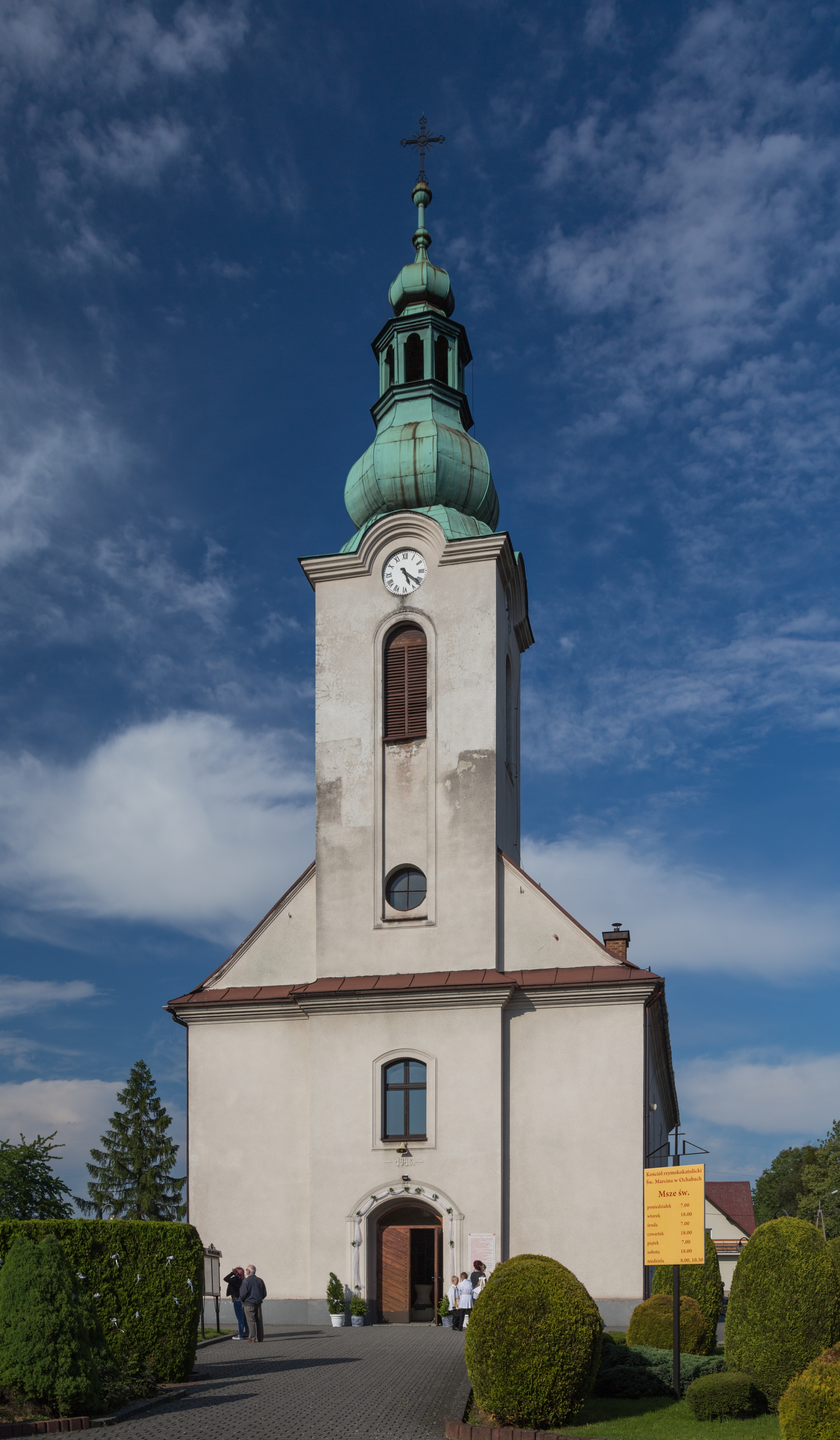
kościół parafialny

Parafię pw. św. Marcina Biskupa i Wyznawcy w Ochabach założono prawdopodobnie na przełomie XIV i XV wieku a wzmiankowano w spisie świętopietrza z 1447. Liczyła wówczas 90 parafian. W okresie Reformacji przeszedł w ręce luteran, a 29 września 1644 dotychczasowego pastora Wawrzyńca Cappona pożegnano i zastąpił go Jan (Rowyss) Roris z Wowczarska(?) na Węgrzech. 15 kwietnia 1654 specjalna komisja przywróciła kościół katolikom. Następnie kościół ten pełnił filię parafii w Grodźcu, stan ten utrzymywał się jeszcze w 1749 (funkcjonowała tu lokalia). Parafię reerygowano w roku 1785. Początkowo należała ona do dekanatu bielskiego. Na prośbę księdza Wincentego Dankowskiego, spowodowaną znacznym oddaleniem Ochab od Bielska, w 1788 r. przeniesiono ją do dekanatu skoczowskiego, a następnie do dekanatu strumieńskiego.
Obecny kościół murowany wybudowany został w latach 1807–1810.
Pierwsza plebania była drewniana, znajdowała się w złym stanie i pochodziła z czasów, gdy tutejszy kościół był filią Grodźca. Dopiero ks. Dankowski doprowadził do budowy w l. 1792-1793, kosztem 1250 florenów nowej, już murowanej plebanii. Na początku XX w. została ona zastąpiona przez obecny budynek.